# Малый мост (Париж)

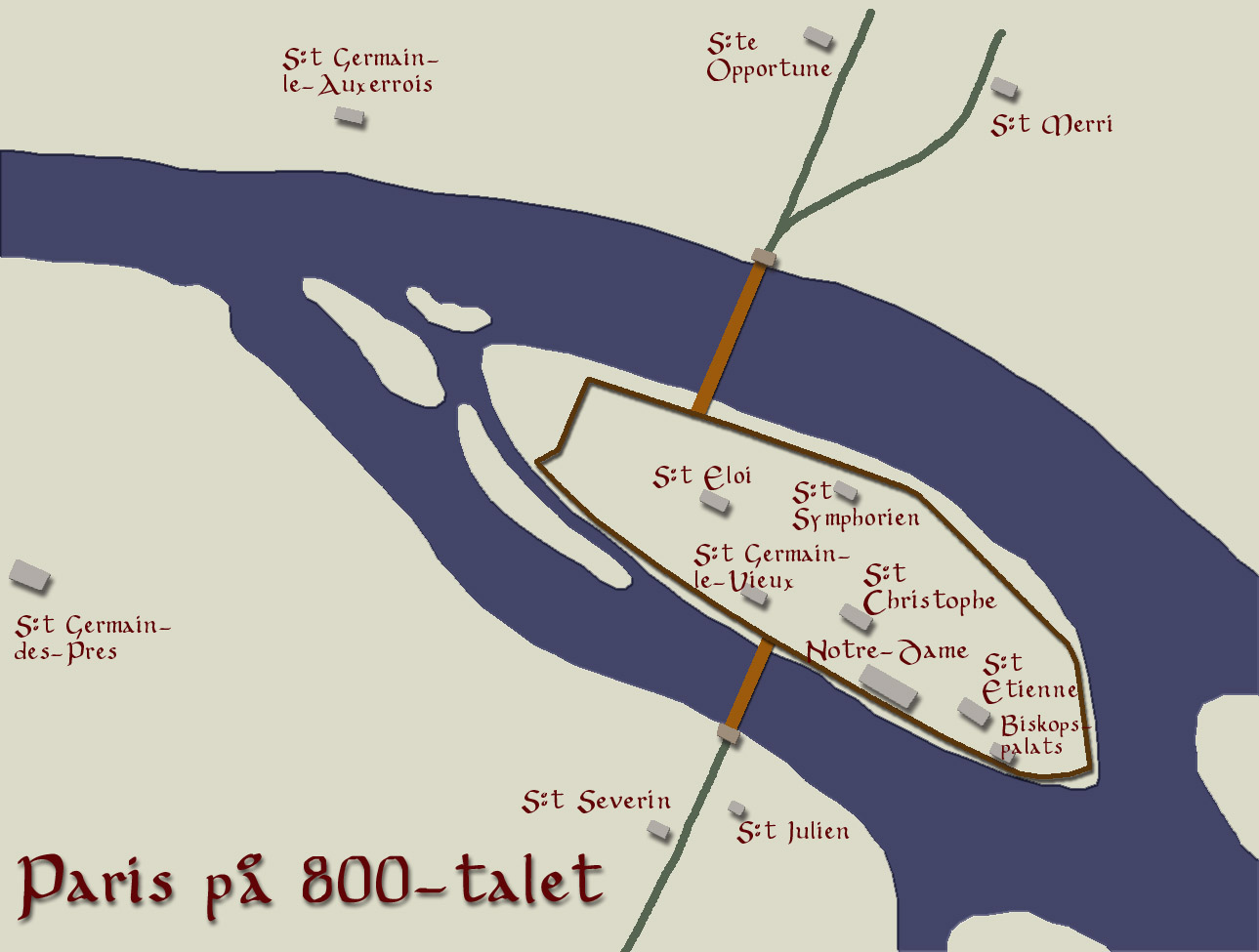
Малый мост на карте Парижа IX века

Малый мост (фр. Petit Pont) — каменный мост через Сену в центре Парижа, ведущий с левого берега на остров Сите. Мост расположен между мостом Сен-Мишель и мостом Дубль и соединяет набережную Монтебелло (Quai de Montebello) в 4-м округе с набережной Сен-Мишель (Quai Saint-Michel) в 5-м округе.

## Числа и факты
- Длина моста: 32 м
- Ширина: 20 м
- Тип конструкции: арочный мост, состоящий из одного пролёта
- Архитекторы: Michal и Gariel
- Был построен в 1853 году
- Метро: линия 4, станция Сен-Мишель (Saint-Michel)

## История
Свой современный вид Малый мост приобрёл в 1853 году, однако является вместе с мостом Нотр-Дам старейшим в Париже. Мост стоял на этом месте ещё до завоевания римлянами Галлии и являлся частью кардо (главной улицы с северно-южным направлением) Лютеции. Когда в 52 году до н. э. Тит Лабиен со своими войсками подходил к городу, паризии подожгли все мосты, ведущие на остров Сите, чтобы противник не смог захватить поселение. Римляне заново отстроили мост из дерева (в отличие от моста Нотр-Дам, который выполнили из камня) и провели через него кардо от Суассона до Орлеана.
Во время осады города норманнами в 885—886 годах Малый мост был разрушен: в конце января 886 года норманны подожгли три своих корабля и направили их в сторону деревянного моста, чтобы пламя перешло на Малый мост, однако корабли затонули прежде, чем достигли моста. Что не удалось норманнам, совершила природа: во время сильных дождей 6 февраля 886 года Сена вышла из берегов и снесла деревянный мост.
После окончания осады Малый мост был заново отстроен. Помимо этого каменный мост римлян, который был частью кардо и соединял остров Сите с правым берегом (ныне мост Нотр-Дам), был заменён деревянным мостом Короля или Большим мостом вниз по течению (ныне мост Менял). Таким образом до XIV века в Париже существовали всего два моста, и те находились не на одной линии. Обе крепости, защищавшие эти мосты, — Большой и Малый Шатле — лишились оборонительной функции после сооружения городской стены при нахождении на троне короля Филиппа II Августа в XII веке. Как и на всех мостах в те времена, на Малом мосту стояли дома и лавки, что делало его одним из экономических центров города.
В 1379 году фогт Гуго Обрио распорядился отстроить каменный мост 200 м вниз по течению, чтобы несколько разгрузить Малый мост. В 1393 году мост был снова смыт. Новая постройка 1395 года продержалась лишь до 1408 года и была снова смыта вместе с мостом Сен-Мишель, так что Париж был некоторое время разделён на две части. После этого оба моста были заново отстроены.

## Расположение
| Расположение моста на Сене       | Расположение моста на Сене | Расположение моста на Сене   |
| -------------------------------- | -------------------------- | ---------------------------- |
| Вниз по течению: Мост Сен-Мишель |                            | Вверх по течению: Мост Дубль |